# AT-6攻擊機
AT-6金剛狼攻擊機（英語：Wolverine）是一款由美國比奇飛機公司於T-6 Texan II基礎上改裝而來的渦輪螺旋槳輕型攻擊機。該飛機主要執行低強度空中支援及反恐作戰。

## 概論

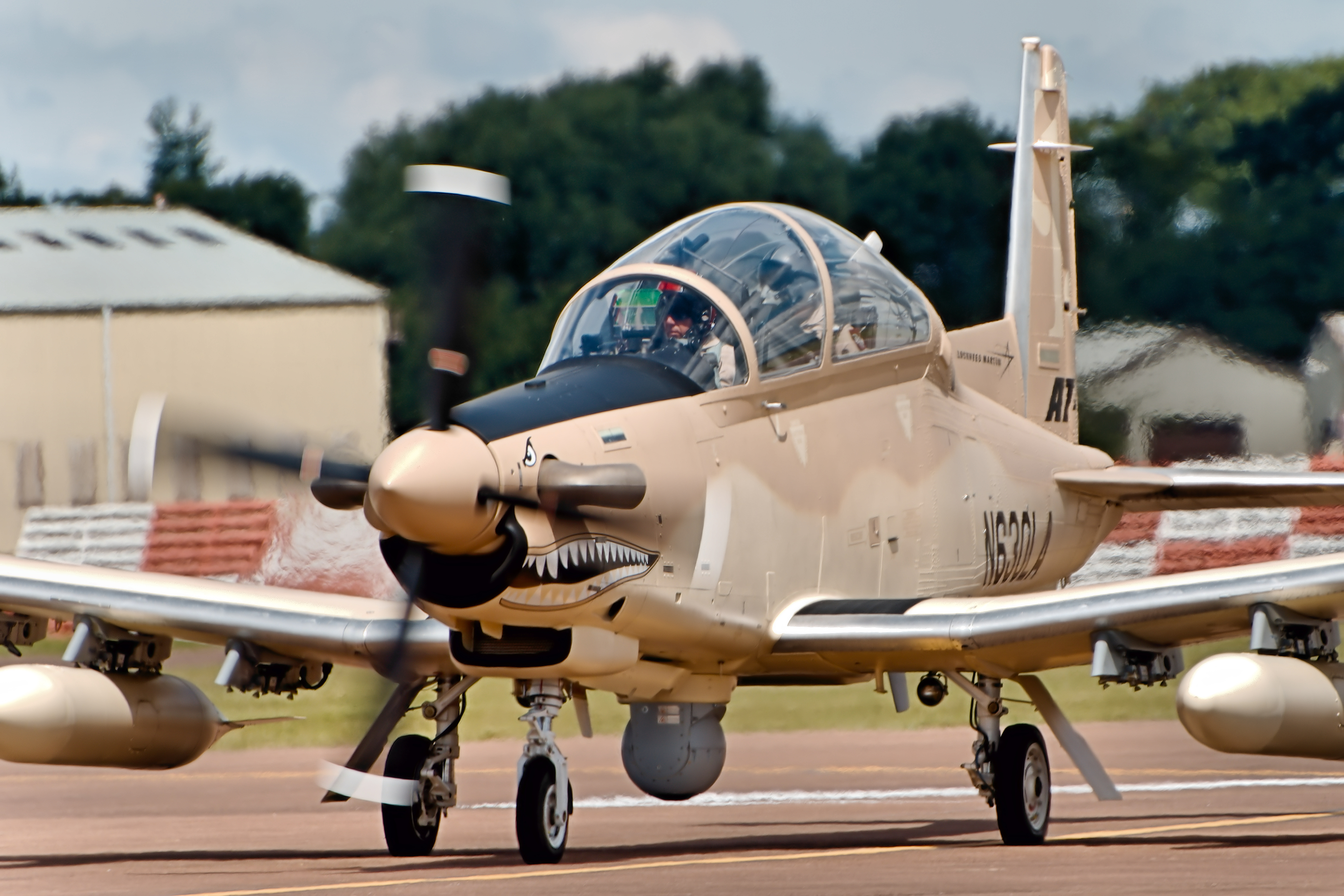
準備起飛的AT-6B

該機擁有7外掛點，但因其本體T-6 Texan II為教練機，因此並無內置武器。比奇飛機公司研製此低成本螺旋槳攻擊機，與噴射引擎的蠍式攻擊機形成高低搭配進入攻擊機市場。最後於2021年與泰國空軍簽訂第一筆正式訂單。

## 型號
- AT-6B:為初始版本
- AT-6E:為改裝版本，也為目前使用及銷售的版本[1][2][3][4][5]
- AT-6TH[6]

## 服役
泰國
- 泰國空軍:8架，用於邊界反恐巡邏。[7]

 美国
- 美國空軍:極少量，用於特殊任務。[8]

## 相關機型
- A-29超級大嘴鳥攻擊機
- AT-802U
- 蠍式攻擊機